# Точки Брокара

Точка Брокара трикутника утворена точкою перетину трьох кіл.

То́чки Брока́ра — особливі точки всередині трикутника, названі на честь Анрі Брокара, французького математика.
В трикутнику ABC зі сторонами a=ВС, b=AC і c=BA, в якому вершини A, B і C підписані за стрілкою годинника є тільки одна точка P така, що відрізки AP, BP і CP утворюють однаковий кут ω з відповідними сторонами c, a і b:
{\displaystyle \angle PAB=\angle PBC=\angle PCA}
Точка P називається першою точкою Брокара трикутника ABC, а кут ω називається кутом Брокара трикутника. Для цього кута справедлива наступна рівність:
{\displaystyle \operatorname {ctg} \omega =\operatorname {ctg} \alpha +\operatorname {ctg} \beta +\operatorname {ctg} \gamma .\,}
Є також друга точка Брокара Q в трикутнику ABC така, що відрізки AQ, BQ і CQ утворюють однаковий кут із сторонами b, c та a відповідно:
{\displaystyle \angle QCB=\angle QBA=\angle QAC}
Варто зазначити, що друга точка Брокара має такий самий кут Брокара що й перша точка. Іншими словами:
{\displaystyle \angle PBC=\angle PCA=\angle PAB} дорівнює куту {\displaystyle \angle QCB=\angle QBA=\angle QAC}.
Точки Брокара тісно між собою пов'язані. Фактично єдина різниця між першою і другою точкою полягає в порядку в якому взято кути трикутника. Тому, наприклад, перша точка Брокара трикутника ABC ідентична до другої точки Брокара трикутника ACB. Дві точки Брокара трикутника ABC є ізогонально спряженими одна з одною.